# مارتن تشيزلويت
مارتن تشازلويت (بالإنجليزية: Martin Chuzzlewit)‏ هي رواية بقلم الكاتب الإنكليزي تشارلز ديكنز وهي آخر رواياته التشردية. نشرت الرواية بشكل مسلسل بين عامي 1843 و1844. اعتبر ديكنز العمل أفضل أعماله، ولكنه كان واحدا من أقل رواياته شعبية. ومثل أغلب روايات ديكنز، أصدرت الرواية بشكل حلقات شهرية. وكانت مبيعات الحلقات الشهرية الأولى مخيبة للآمال مقارنة بالأعمال السابقة، لذلك غير ديكنز الحبكة وجعل شخصية العنوان تسافر إلى أمريكا. وقد سمح ذلك للمؤلف بتصوير الولايات المتحدة (التي زارها في عام 1842) بشكل ساخر كمكان بري مع وجود بقع للحضارة مليئة بالمحتالين.
الموضوع الرئيسي للرواية هو الأنانية، وفقا لمقدمة ديكنز، والتي صورها بطريقة ساخرة من خلال جميع أفراد أسرة تشازلويت. هناك شريران بالرواية اشتهرا في الأدب هما سيث بيكسنيف وجوناس تشازلويت. وقام ديكنز بإهداء الكتاب إلى صديقته أنجيلا جورجينا بوردت كوتس.

## خلاصة الحبكة
تربّى مارتن تشيرلويت على يد جدّه الذي يحمل اسمه. أخذ مارتن الأكبر كلّ الاحتياطات الضرورية لتربية ماري غراهام؛ الطفلة اليتيمة التي وافق على الاعتناء بها لتُصبح ممرّضة له ما دام حيًّا. لدى ماري دافع قوي لتعزيز رفاهه، خلافًا لأقاربه الراغبين في وراثة أمواله. وعلى الرغم من ذلك، يقع حفيده مارتن في حبّ ماري ويرغب بالزواج منها، ما يفسد خطط مارتن الأكبر. يرفض مارتن التخلّي عن فكرة خطبتها، فيحرمه جدّه من حقّه في الإرث.
يصبح مارتن تلميذًا لدى المهندس المعماري الجشع سيث بيكسنيف. لا يعلّم سيث تلاميذه، بل يعيش على نفقات رسوم تلاميذه الدراسية ويرغمهم على القيام بأعمال في مجال الرسم ليبيعها على أنّها خاصّة به. يمتلك سيث ابنتان مدللتان، شاريتي وميرسي، إذ تُلقّبان بشيري وميري. لا يعلم مارتن بخطّة بيكسنيف، الذي يستقبله بهدف بناء علاقة وثيقة مع جدّه الثري.
يصادق مارتن الشاب توم بينش ذو القلب الطيّب، الذي منحت جدّته المُتوفّاة كلّ ما تملكه لبيكسنيف كي يجعل منه مهندسًا معماريًا ورجلًا نبيلًا. يعجز بينش عن تصديق أيّ من الأمور السيئة التي يُخبره بها الناس عن بيكسنيف، إذ غالبًا ما يدافع عنه بقوّة. يعمل بينش مقابل أجر منخفض واستغلالي، إذ يعتقد بأنّه لا يستحق أن يكون مستفيدًا من أعمال بيكسنيف الخيرية.
يطالب مارتن الأكبر بيكسنيف بطرد مارتن الشاب فور سماعه عن حياة حفيده الجديدة، لكنّه يقع تحت سيطرة بيكسنيف. يقع بينش في غرام ماري خلال ذلك الوقت، لكنّه لا يفصح لها عن مشاعره لأنّه يعرف عن علاقتها بمارتن الشاب.
أنتوني تشيولويت هو الشقيق الشجع لمارتن الأكبر، الذي يعمل برفقة ابنه جوناس؛ يعيشان معًا حياةً بائسةً وقاسيةً على الرغم من ثروتهما الكبيرة. يتوق جوناس إلى وفاة أبيه العجوز طمعًا بميراثه، إذ لا يتوقّف عن شتمه طيلة الوقت. يموت أنتوني بشكل مفاجئ وفي ظروف مريبة تاركًا ثروته لجوناس. يتودّد جوناس إلى شيري بينما يتجادل مع ميري باستمرار. يقول جوناس لبيكسنيف فجأةً إنّه راغب بالزواج من ميري وهجرة شيري، ويطلب منه مبلغًا قدره 1,000 جنيه إسترليني علاوةً على الـ 4,000 جنيه إسترليني التي وعده بيكسنيف بها لتكون مهرًا لشيري بحجّة أنها تناسبه أكثر.
يتورّط جوناس في تلك الأثناء مع مونتانغ تيغ وينضمّ إليه في عمله الاحتيالي في مجال التأمين؛ الرجل عديم الضمير والذي كان لصًا ومتطفّلًا على تشيفي سلايم (أحد أقرباء تشيزلويت). يخدع تيغ مارتن الشاب ويجرّده من ساعة جيب قيّمة، ثم يبيعها ويستخدم المال في تحويل نفسه إلى رجل ذو مظهر جيّد ويطلق على نفسه لقب تيغ مونتانغ. يتمكّن تيغ من إقناع المستثمرين بأنه رجل أعمال مهم، وأنّهم يستطيعون الاستفادة منه. يتمكّن جوناس من قتل تيغ في نهاية المطاف، وذلك لأنه يمتلك معلومات محرجة عنه.
يكتشف توم بينش حقيقة ربّ عمله فيذهب إلى لندن بحثًا عن عمل جديد؛ يتمكّن أيضًا من إنقاذ شقيقته المربّية من سوء المعاملة الذي تعيشه لدى الأسرة التي توظّفها. يجد بينش عملًا مثاليًا بشكل سريع لدى ربّ عمل غامض، بعد أن ساعده السيّد فيبس الغامض على حدّ سواء.
يلتقي مارتن الشاب في تلك الأثناء بالشاب المبتهج مارك تابلي، لكنّه يقرّر بألا يتأثّر به لاعتقاده بأن الابتهاج يُفقد المرء صاحب الثروة الجيّدة قوّته. يعتزم مارك تجربة ما إذ سيستمر في ابتهاجه تحت كل الظروف الممكنة. تحقيقًا لهذه الغاية، يذهب مارك برفقة مارتن الشاب إلى الولايات المتّحدة الأمريكية في رحلة بحث عن ثروته. يعتزم الرجلان بدء حياة جديدة في مستوطنة إيدن المليئة بالأمراض، لكنّهما يوشكان على الموت بسبب الملاريا. يجد مارك نفسه في موقف يعرف من خلاله أنه من الجيّد أن يحافظ على حالته المعنوية الجيّدة. تتغيّر شخصية مارتن الأنانية والمتباهية بعد اختباره لتجربة مروّعة ورعاية مارك له كي يستعيد صحّته. يعود الرجلان إلى إنجلترا، حيث يسعى مارتن إلى المصالحة مع جدّه. وفي تلك الأثناء، يرفض الجدّ هذه المحاولة بعد أن أصبح تحت سيطرة بيكسنيف.

## روابط خارجية
- مارتن تشيزلويت على موقع الموسوعة البريطانية (الإنجليزية)
- مارتن تشيزلويت على موقع الموسوعة البريطانية (الإنجليزية)